# Toplu Konut İdaresi Başkanlığı
Die Toplu Konut İdaresi Başkanlığı kurz TOKİ (dt.: TOKI - Die staatliche Wohnungsbaubehörde) ist die im Jahr 1984 gegründete türkische Wohnungsbaubehörde. Das Ziel ist es, im Rahmen von sozialem Wohnungsbau ausreichend Wohnraum für die Bevölkerungsteile der Türkei zur Verfügung zu stellen, welche noch keine eigene Wohnung besitzen. TOKI ist aber mittlerweile auch bei anderen Großbauprojekten beteiligt.

## Geschichte
Die heutige TOKI ist eine öffentliche Einrichtung für das Bauen von Sozialwohnungen für Bevölkerungsteile mit geringem und mittlerem Einkommen. Am 12. Februar 2012 wurden in 2246 Städten 524.698 Wohnungen übergeben. Die Behörde plant, bis zum 100. Jahrestag der Gründung der Republik Türkei im Jahr 2023, in 81 Provinzen und 800 Bezirken etwa 1.000.000 Wohnungen fertigzustellen.
Auch in Albanien baut der türkische Staat mit TOKI im Jahr 2020 nach einem Erdbeben.

## Kritik
Kritiker sehen durch den Umbau von ganzen Stadtteilen und die Errichtung der sozialen Bauten am Stadtrand eine Verdrängung ärmerer Menschen zugunsten reicherer Menschen.